# غابرييل كورادو
غابرييل كورادو (بالإسبانية: Gabriel Corrado)‏ ممثل و مؤلف أرجنتيني من اصل إيطالي (ولد يوم 12 ديسمبر من العام 1960 في بوينس ايرس) أشهر أعماله مسلسل اللؤلؤة السوداء مع الممثلة أندريا ديل بوكا .

## روابط خارجية
- غابرييل كورادو على موقع IMDb (الإنجليزية)
- غابرييل كورادو على موقع قاعدة بيانات الفيلم (الإنجليزية)